# Pushing 20
Pushing 20 è un singolo della cantante statunitense Sabrina Carpenter, pubblicato l’8 marzo 2019 come primo estratto dal suo quarto album in studio Singular: Act II.
La canzone è stata scritta dalla stessa Carpenter, Warren "Oak" Felder e Paul Guy Shelton II.

## Esibizioni dal vivo
Il singolo è l’ottava canzone ad essere cantata durante il Singular Tour.